# Eliminatórias da Copa do Mundo FIFA de 2022 – Repescagem intercontinental
A repescagem intercontinental das eliminatórias para a Copa do Mundo FIFA de 2022 foi realizada entre 13 e 14 de junho de  2022 e indicou as duas últimas vagas para o torneio.

## Formato
O sorteio para a repescagem internacional foi realizado em 26 de novembro de 2021 na sede da FIFA, em Zurique, na Suíça. Nessa edição, pela primeira vez as partidas foram disputadas em jogo único e em campo neutro.

## Partidas

### AFC–CONMEBOL
| 13 de junho de 2022 | Austrália | 0 – 0 (pro) | Peru | Estádio Ahmed bin Ali, Al Rayyan |
| 21:00 (UTC+3)       |           | Relatório   |      | Árbitro: SVN Slavko Vinčić       |

|                                           |       | Penalidades                                    |  |
| Boyle Mooy Goodwin Hrustic Maclaren Mabil | 5 − 4 | Lapadula Callens Advíncula Tapia Flores Valera |  |

### CONCACAF–OFC
| 14 de junho de 2022 | Costa Rica  | 1 – 0     | Nova Zelândia | Estádio Ahmed bin Ali, Al Rayyan             |
| 21:00 (UTC+3)       | Campbell 3' | Relatório |               | Árbitro: UAE Mohammed Abdulla Hassan Mohamed |